# Dreumel
Dreumel est un village appartenant à la commune néerlandaise de West Maas en Waal. En 2009, le village comptait environ 3 500 habitants.
Dreumel fut une commune indépendante jusqu'au 1er janvier 1984. À cette date, Dreumel et Appeltern furent rattachés à Wamel. La nouvelle commune ainsi formée a changé son nom officiellement le 1er juillet 1985 en West Maas en Waal.

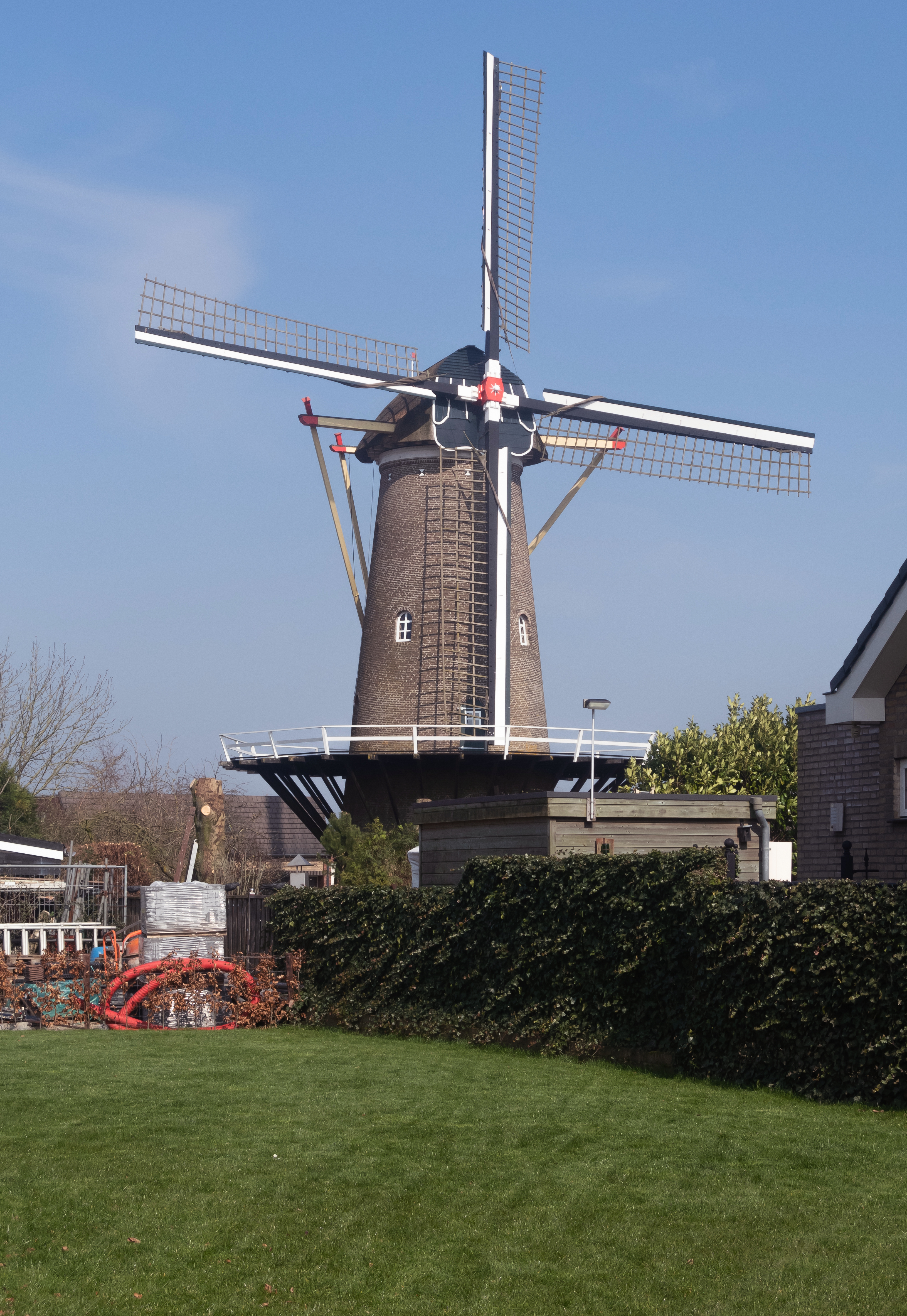
Le moulin: le korenmolen van Dreumel